# Penisola di Papua
La Penisola di Papua, nota anche come Penisola Coda d'Uccello, è un'ampia penisola nella Papua Nuova Guinea, a sudest della città di Lae, che costituisce la parte sudorientale dell'isola della Nuova Guinea. La penisola è l'estensione più orientale della Cordigliera centrale e consiste prevalentemente nei Monti Owen Stanley, con picchi quali il Monte Victoria (4.038 m s.l.m.) e il Monte Suckling (3.676 m). Sulla costa meridionale vi è Port Moresby, la capitale (e la città maggiore) della Papua Nuova Guinea.
L'isola di Nuova Guinea è spesso visualizzata come se avesse la forma di un uccello, con la penisola a testa di uccello all'estremità nordovest dell'isola e la Penisola a coda d'uccello all'estremità sudorientale.
Per esempio, i soldati americani in WWII la visualizzarono specificatamente come un tacchino, e fecero riferimento all'anatomia del pennuto come un eufemismo per spiegare dove vari interventi e sviluppi avvennero sull'isola.